# Manning (Familienname)
Manning ist ein englischer Familienname.

## Namensträger
- Adelaide Manning (1828–1905), englisch-britische Journalistin und Herausgeberin
- Alexander Manning (1819–1903), kanadischer Politiker, Unternehmer und Bürgermeister von Toronto
- Arch Manning (* 2004), US-amerikanischer American-Football-Spieler
- Archie Manning (* 1949), US-amerikanischer Footballspieler
- Aubrey Manning (1930–2018), britischer Zoologe und Wissenschaftsautor
- Bayless Andrew Manning (1923–2011), US-amerikanischer Jurist
- Bernard Manning (1930–2007), britischer Komiker
- Brandon Manning (* 1990), kanadischer Eishockeyspieler
- Brennan Manning (1934–2013), US-amerikanischer Schriftsteller, ehemaliger franziskanischer Priester und Redner

- Brian Manning (Footballspieler) (* 1975), US-amerikanischer American-Football-Spieler
- Brian Manning (Historiker) (1927–2004), britischer Historiker
- Brian Manning (Politiker), trinidadischer Politiker
- Brian G. W. Manning (1926–2011), britischer Astronom
- Brian Thomas Manning (1932–2013), australischer Gewerkschaftler und politischer Aktivist

- Bruce Manning (Autor) (1902–1965), US-amerikanischer Journalist und Schriftsteller
- Bruce A. Manning, US-amerikanischer Chemiker und Hochschullehrer
- Charlotte Manning (1803–1871), englisch-britische Frauenrechtlerin und Autorin
- Chelsea Manning (Bradley Manning; * 1987), US-amerikanische Soldatin und Whistleblowerin
- Christina Manning, Geburtsname von Christina Clemons (* 1990), US-amerikanische Leichtathletin
- Chuck Manning (* 1958), US-amerikanischer Jazz-Saxophonist
- Cliodhna Manning (* 1995), irische Leichtathletin
- Daniel Manning (1831–1887), US-amerikanischer Politiker
- Danny Manning (* 1966), US-amerikanischer Basketballspieler
- Darren Manning (* 1975), britischer Rennfahrer
- David Manning (Diplomat)  (* 1949), britischer Diplomat
- David Manning (Baseballspieler) (* 1972), US-amerikanischer Baseballspieler
- David Manning (Cricketspieler) (* 1963), britischer Cricketspieler
- David Manning (Komponist) (* 1973), US-amerikanischer Komponist
- David Manning (Geologe), britischer Geologe
- David Manning (fiktiver Filmkritiker), fiktiver Filmkritiker
- Don Manning (1927–2014), US-amerikanischer Jazz-Schlagzeuger und Rundfunkmoderator
- Eddie Manning (* 1970), englischer Snookerspieler
- Eli Manning (* 1981), US-amerikanischer Footballspieler
- Elias James Manning (1938–2019), US-amerikanischer Priester, Bischof von Valença
- Erin Manning (* 1969), kanadische Kulturtheoretikerin, Philosophin und eine Künstlerin im Bereich Tanz und Design
- Ernest Manning (1908–1996), kanadischer Politiker
- Eugène Manning (1931–1995), niederländischer römisch-katholischer Geistlicher, Trappist, Abt, Theologe und Ordenshistoriker
- Frankie Manning (1914–2009), US-amerikanischer Tänzer und Choreograf
- Frederic Manning (1882–1935), australischer Dichter
- Gustav Manning (1873–1953), deutsch-britisch-amerikanischer Fußballfunktionär
- Harold Manning (1909–2003), US-amerikanischer Hindernis- und Langstreckenläufer
- Harry Manning (1897–1974), US-amerikanischer Schiffskapitän
- Harvey Manning (1925–2006), US-amerikanischer Schriftsteller
- Henry Edward Manning (1808–1892), Erzbischof von Westminster und Kardinal
- Irene Manning (1912–2004), US-amerikanische Schauspielerin
- Irv Manning (1917/1918–2006), US-amerikanischer Jazzmusiker
- Jack Manning (Baseballspieler) (1853–1929), US-amerikanischer Baseballspieler
- Jack Manning (Schauspieler) (1916–2009), US-amerikanischer Schauspieler
- Jack Manning (Fotograf) (1920–2001), US-amerikanischer Fotograf
- Jack Manning (Cricketspieler) (1923–1988), australischer Cricketspieler
- James Manning (1738–1791), US-amerikanischer Geistlicher und Politiker
- John Manning junior (1830–1899), US-amerikanischer Politiker
- John Manning (Evolutionsbiologe) (* 1942), britischer Evolutionsbiologe
- John B. Manning (John Baker Manning; 1833–1908), US-amerikanischer Politiker
- John C. Manning (John Charles Manning; * 1962), südafrikanischer Botaniker
- John Lawrence Manning (1816–1889), US-amerikanischer Politiker
- Joseph Gilbert Manning (* 1959), US-amerikanischer Althistoriker
- Kathleen Lockhart Manning (1890–1951), US-amerikanische Komponistin
- Kathy Manning (* 1956), US-amerikanische Anwältin und Politikerin
- Katy Manning (* 1946), britische Schauspielerin
- Kevin Michael Manning (1933–2024), australischer Geistlicher und Bischof von Parramatta
- Laurence Manning (1899–1972), kanadischer Science-Fiction-Autor
- Luca Manning (* 1999), britischer Jazzsänger
- Lynn Manning (1955–2015), US-amerikanischer Dramaturg, Dichter und Schauspieler
- Madeline Manning (* 1948), US-amerikanische Leichtathletin und Olympiasiegerin
- Marie Manning (Pseudonym Beatrice Fairfax; 1872–1945), US-amerikanische Schriftstellerin
- Marie Manning (Mörderin) (1821–1849), britische Mörderin Schweizer Herkunft
- Mary Ruth Manning (1853–1930), irische Landschaftsmalerin und Lehrerin für Malerei
- Maurice Manning (* 1943), irischer Politiker (Fine Gael)
- Michael Manning (* 1963), US-amerikanischer Autor, Fotograf und Grafiker
- Mick Manning (Schriftsteller) (* 1959), britischer Schriftsteller
- Mick Manning (Dartspieler) (* 1962), englischer Dartspieler
- Molly Manning Walker (* 1993), britische Filmregisseurin, Drehbuchautorin und Kamerafrau
- Olivia Manning (1908–1980), britische Schriftstellerin
- Orlando H. Manning (1847–1909), US-amerikanischer Politiker
- Patrick Manning (1946–2016), Politiker und Premierminister in Trinidad und Tobago
- Patrick Manning (Ruderer) (* 1967), US-amerikanischer Ruderer
- Paul Manning (Filmproduzent) (1959–2005), US-amerikanischer Drehbuchautor und Filmproduzent
- Paul Manning (Biologe), australischer Molekularbiologe
- Paul Manning (Radsportler) (* 1974), britischer Radrennfahrer
- Paul Manning (Eishockeyspieler) (* 1979), kanadischer Eishockeyspieler
- Peyton Manning (* 1976), US-amerikanischer Footballspieler
- Philipp Manning (1869–1951), deutscher Schauspieler
- Preston Manning (* 1942), kanadischer Politiker
- Raymond B. Manning (1934–2000), US-amerikanischer Zoologe und Taxonom
- Renée Manning (* 1955), US-amerikanische Jazzmusikerin
- Richard Irvine Manning (1789–1836), US-amerikanischer Politiker
- Richard Irvine Manning III (1859–1931), US-amerikanischer Politiker
- Richard Manning (Drehbuchautor) (* im 20. Jahrhundert), US-amerikanischer Drehbuchautor
- Robert Manning (1816–1897),  irischer Ingenieur
- Roberta T. Manning (1940–2018), US-amerikanische Osteuropahistorikerin
- Ryan Manning (* 1996), irischer Fußballspieler
- Russ Manning (1929–1981), US-amerikanischer Comiczeichner
- Sarah Manning, US-amerikanische Jazz-Altsaxophonistin und Komponistin
- Scott Manning (1958–2006), kanadischer Flugzeugkonstrukteur
- Suzanne Manning (* um das Jahr 1965), Expertin für die frühkindliche Erziehung in Neuseeland, Frauenrechtlerin und seit 2021 Präsidentin des National Council of Women of New Zealand
- Taryn Manning (* 1978), US-amerikanische Schauspielerin und Sängerin
- Thomas Manning (1772–1840), englischer Forschungsreisender
- Thomas Henry Manning (1911–1998), britisch-kanadischer Polarforscher
- Timothy Manning (1909–1989), Erzbischof von Los Angeles und Kardinal
- Tomás Roberto Patricio Manning OFM (1922–2001), Bischof von Coroico
- Tony Manning (* 1943), australischer Hindernisläufer
- Trevor Manning (* 1945), neuseeländischer Hockeyspieler
- Van H. Manning (1839–1892), US-amerikanischer Politiker
- Walter Manning (1920–1945), US-amerikanischer Jagdflieger der Tuskegee Airmen
- Wayne Eyer Manning (1899–2004), US-amerikanischer Botaniker
- William Thomas Manning (1866–1949), US-amerikanischer anglikanischer Bischof